# Aosta (Droma)
Aouste-sur-Sye és un municipi francès situat al departament de la Droma i a la regió d'Alvèrnia-Roine-Alps. L'any 2007 tenia 2.248 habitants.

## Demografia

### Població
El 2007 la població de fet d'Aouste-sur-Sye era de 2.248 persones. Hi havia 884 famílies de les quals 260 eren unipersonals (104 homes vivint sols i 156 dones vivint soles), 288 parelles sense fills, 284 parelles amb fills i 52 famílies monoparentals amb fills.
La població ha evolucionat segons el següent gràfic:
Habitants censats

### Habitatges
El 2007 hi havia 1.013 habitatges, 904 eren l'habitatge principal de la família, 56 eren segones residències i 53 estaven desocupats. 822 eren cases i 187 eren apartaments. Dels 904 habitatges principals, 619 estaven ocupats pels seus propietaris, 262 estaven llogats i ocupats pels llogaters i 23 estaven cedits a títol gratuït; 14 tenien una cambra, 69 en tenien dues, 150 en tenien tres, 250 en tenien quatre i 421 en tenien cinc o més. 550 habitatges disposaven pel capbaix d'una plaça de pàrquing. A 405 habitatges hi havia un automòbil i a 390 n'hi havia dos o més.

### Piràmide de població
La piràmide de població per edats i sexe el 2009 era:
| Homes | Edats   | Dones |
| ----- | ------- | ----- |
| 0     | 95 o +  | 4     |
| 4     | 90 a 94 | 8     |
| 12    | 85 a 89 | 44    |
| 8     | 80 a 84 | 16    |
| 24    | 75 a 79 | 68    |
| 44    | 70 a 74 | 24    |
| 64    | 65 a 69 | 60    |
| 40    | 60 a 64 | 48    |
| 60    | 55 a 59 | 84    |
| 44    | 50 a 54 | 56    |
| 76    | 45 a 49 | 64    |
| 56    | 40 a 44 | 76    |
| 88    | 35 a 39 | 60    |
| 72    | 30 a 34 | 76    |
| 68    | 25 a 29 | 44    |
| 60    | 20 a 24 | 40    |
| 84    | 15 a 19 | 80    |
| 64    | 10 a 14 | 96    |
| 108   | 5 a 9   | 52    |
| 52    | 0 a 4   | 36    |

## Economia
El 2007 la població en edat de treballar era de 1.403 persones, 976 eren actives i 427 eren inactives. De les 976 persones actives 858 estaven ocupades (448 homes i 410 dones) i 118 estaven aturades (60 homes i 58 dones). De les 427 persones inactives 157 estaven jubilades, 134 estaven estudiant i 136 estaven classificades com a «altres inactius».

### Ingressos
El 2009 a Aouste-sur-Sye hi havia 945 unitats fiscals que integraven 2.281 persones, la mediana anual d'ingressos fiscals per persona era de 16.445 €.

### Activitats econòmiques
Dels 140 establiments que hi havia el 2007, 1 era d'una empresa extractiva, 4 d'empreses alimentàries, 1 d'una empresa de fabricació de material elèctric, 10 d'empreses de fabricació d'altres productes industrials, 15 d'empreses de construcció, 36 d'empreses de comerç i reparació d'automòbils, 3 d'empreses de transport, 6 d'empreses d'hostatgeria i restauració, 1 d'una empresa d'informació i comunicació, 2 d'empreses financeres, 7 d'empreses immobiliàries, 16 d'empreses de serveis, 26 d'entitats de l'administració pública i 12 d'empreses classificades com a «altres activitats de serveis».
Dels 32 establiments de servei als particulars que hi havia el 2009, 1 era una oficina de correu, 4 tallers de reparació d'automòbils i de material agrícola, 1 taller d'inspecció tècnica de vehicles, 2 paletes, 4 guixaires pintors, 1 fusteria, 1 lampisteria, 2 electricistes, 1 empresa de construcció, 6 perruqueries, 1 veterinari, 4 restaurants, 2 agències immobiliàries, 1 tintoreria i 1 saló de bellesa.
Dels 12 establiments comercials que hi havia el 2009, 1 era un hipermercat, 1 una gran superfície de material de bricolatge, 1 una botiga de menys de 120 m², 3 fleques, 2 carnisseries, 1 una botiga de roba, 1 una botiga d'electrodomèstics, 1 un drogueria i 1 una joieria.
L'any 2000 a Aouste-sur-Sye hi havia 30 explotacions agrícoles que ocupaven un total de 434 hectàrees.

## Equipaments sanitaris i escolars
L'únic equipament sanitari que hi havia el 2009 era una farmàcia.
El 2009 hi havia 1 escola maternal i 1 escola elemental.

## Poblacions més properes
El següent diagrama mostra les poblacions més properes.